# Frühlingstraße 1 (Bad Kissingen)

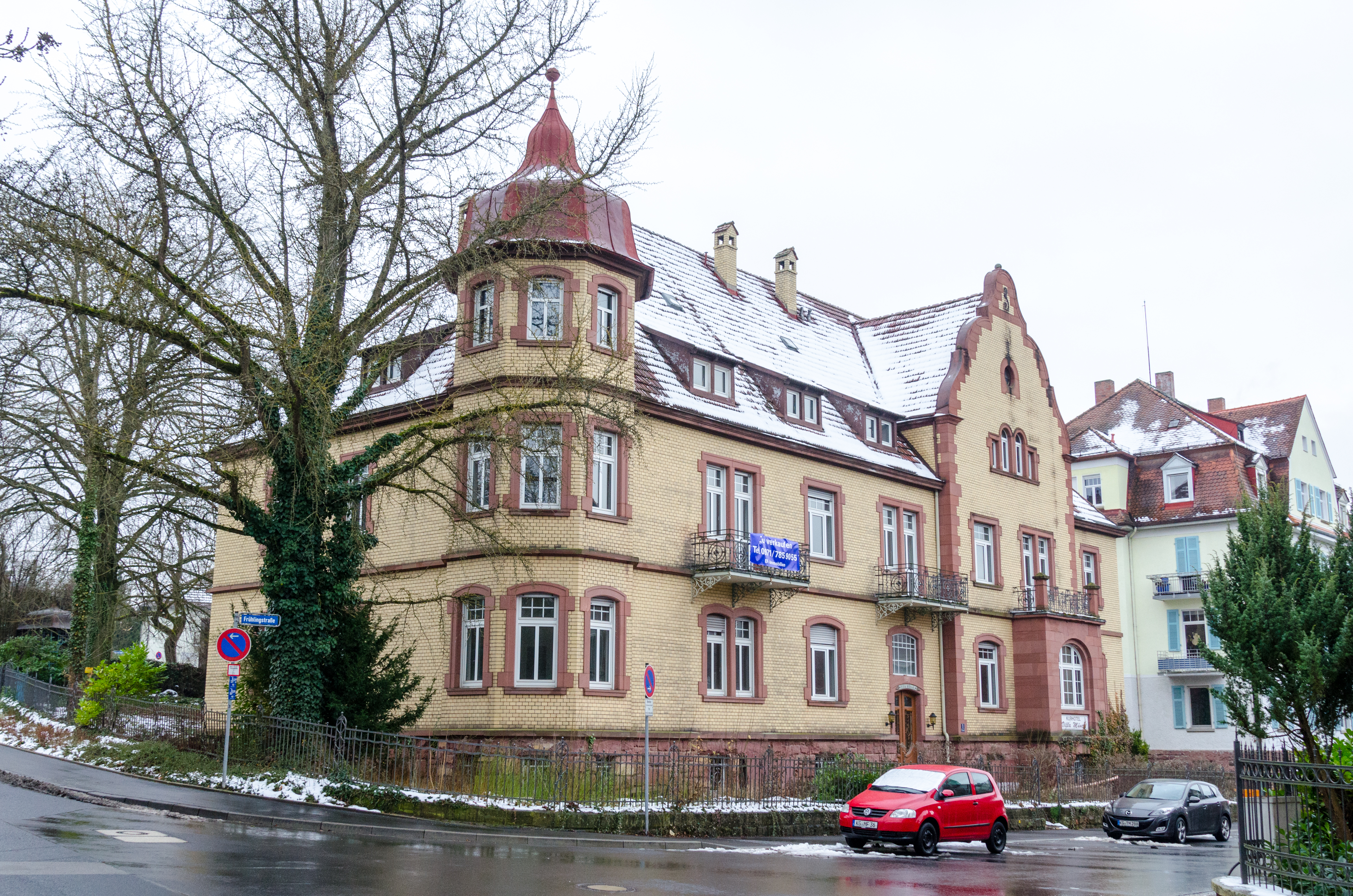
Frühlingstraße 1 in Bad Kissingen

Das Anwesen Frühlingstraße 1 in der Frühlingstraße in Bad Kissingen, der Großen Kreisstadt des unterfränkischen Landkreises Bad Kissingen, gehört zu den Bad Kissinger Baudenkmälern und ist unter der Nummer D-6-72-114-287 in der Bayerischen Denkmalliste registriert.

## Geschichte
Die Villa wurde in den Jahren 1905/06 von Architekt B. Geiling im Stil des Späthistorismus oder im Jugendstil errichtet. Bei dem Anwesen handelt es sich um  einen zweigeschossigen Klinkerbau mit Walmdach, mit bossiertem Sockelgeschoss, polygonalem Eckturm und mit Mittelrisaliten mit geschweiften Giebeln und Sandsteingliederung. Das Anwesen besteht aus den gleichen Materialien und den gleichen Kompositionselementen wie das gegenüber liegende Anwesen Frühlingstraße 2, hat aber breiter gelagerte Proportionen und eine freiere Formensprache als das in der Gründerzeit entstandene Haus Nr. 2.
Die Einfriedung besteht aus Gusseisen.
Zu der Villa gehört zum einen ein gleichzeitig entstandener eingeschossiger Fachwerkbau mit Satteldach, Klinkerausfachung und Mittelrisalit.
Der gleichzeitig entstandene Pavillon ist ein rundes Gusseisengestell mit Glockendach.

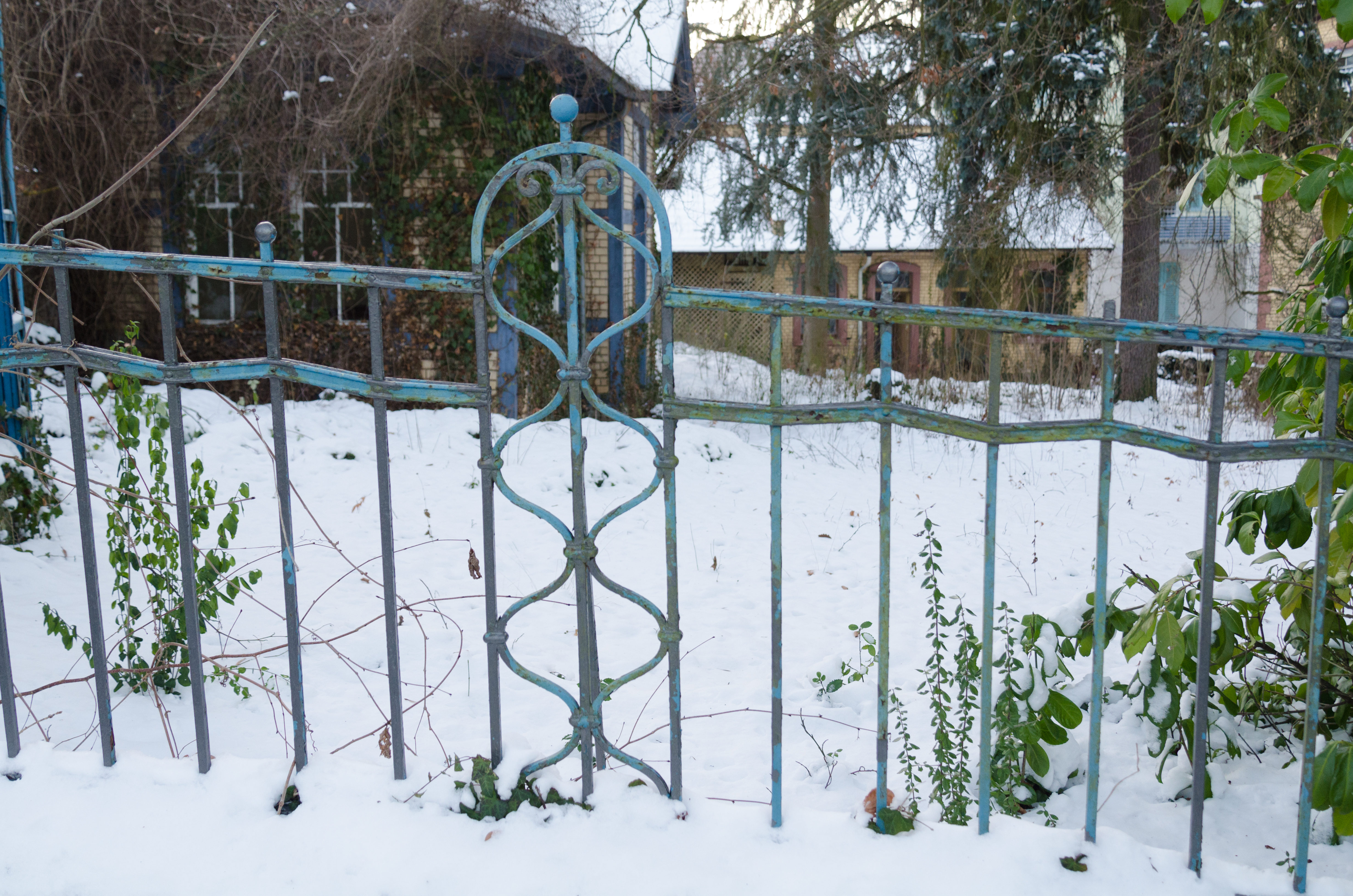
Einfriedung
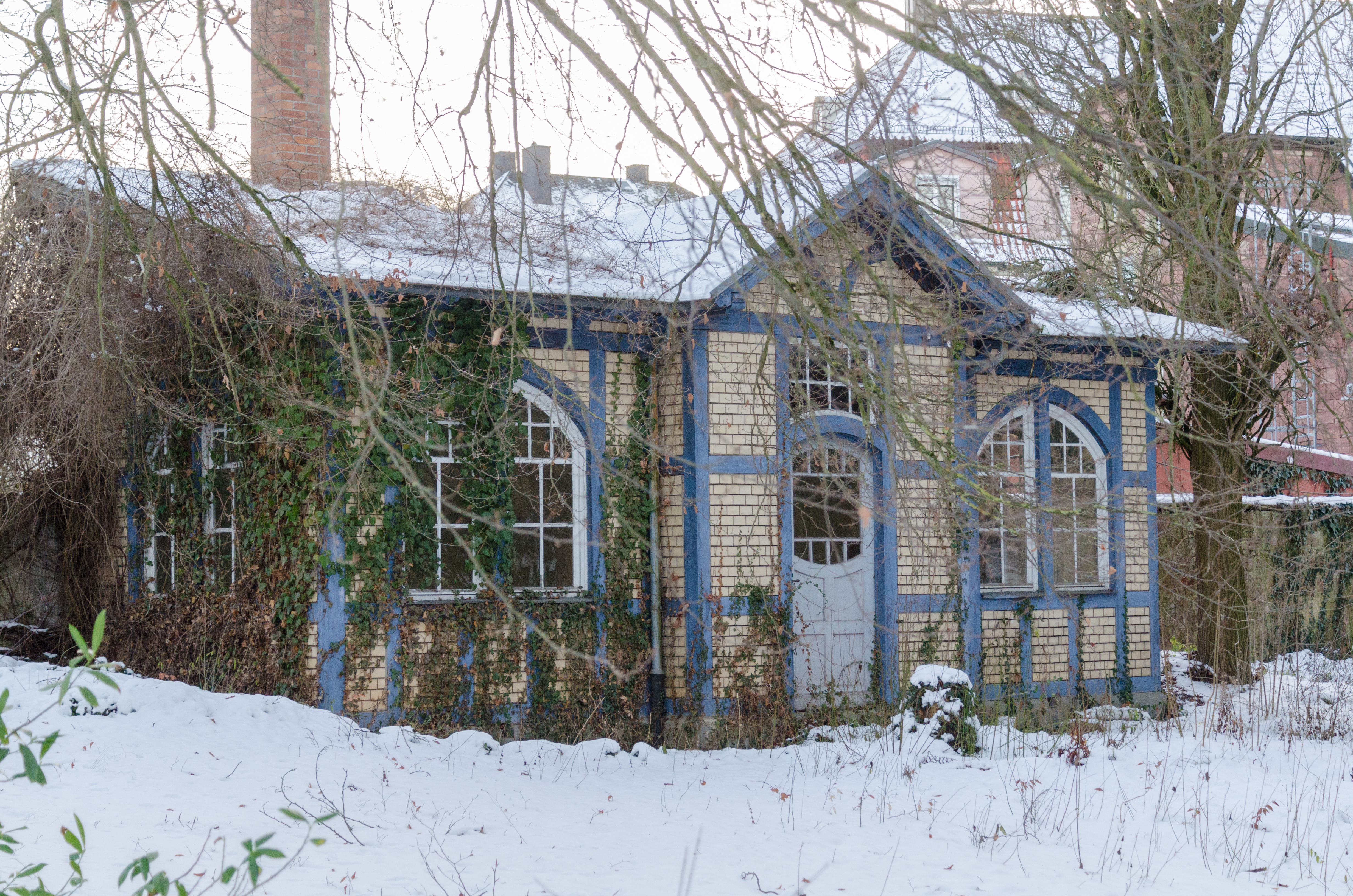
Laube
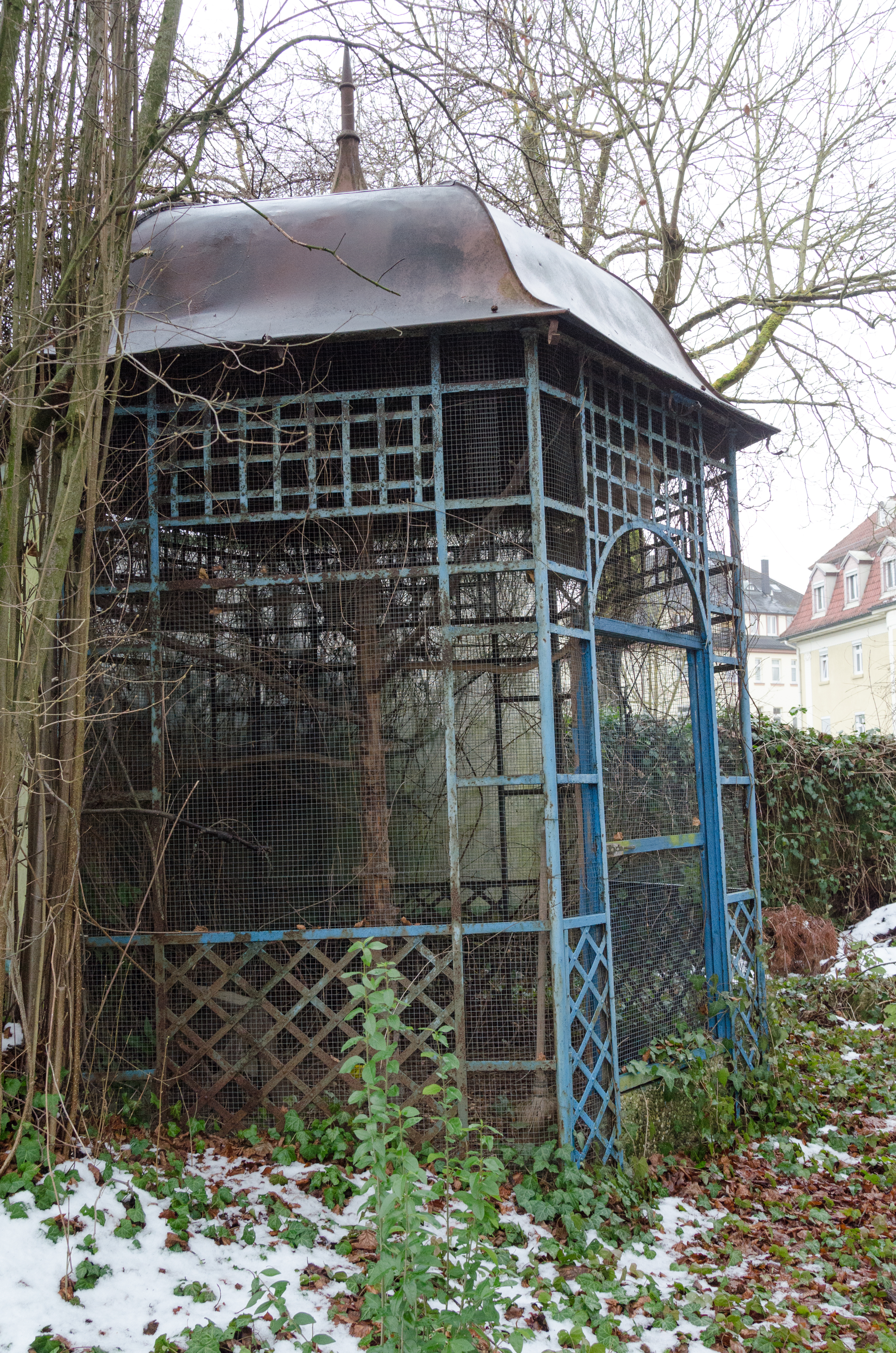
Pavillon